# Why Do People Read Detective Stories?
Why Do People Read Detective Stories? è un saggio scritto da Edmund Wilson il 7 ottobre 1944 e pubblicato su The New Yorker il 14 ottobre dello stesso anno. Il saggio fu redatto con lo scopo di comprendere come il romanzo giallo ottenesse un così grande apprezzamento sia da parte del pubblico popolare che in alcuni ambienti intellettuali. Wilson prende in considerazione le opere di vari maestri del genere e dichiara di non riscontrare in alcuno di questi romanzi la genialità tanto celebrata dagli appassionati.

## Struttura del testo

### Introduzione
Wilson comincia il suo saggio affermando di essere curioso di affrontare il genere poliziesco in conseguenza del fatto che tutti ne parlino positivamente, da alcune personalità influenti dell'epoca, come Woodrow Wilson e W.B. Yeats, fino ai suoi amici, dai quali si sentiva escluso nelle conversazioni sui polizieschi.
Il primo giallo che racconta di aver letto è La macchina pensante di Jacques Futrelle, forse il primo imitatore dei romanzi di Arthur Conan Doyle, la cui influenza è ben visibile in quel romanzo. Wilson racconta di aver letto La macchina pensate all’età di 12 anni e di aver deciso già allora di abbandonare la lettura dei gialli, ritenendosi troppo cresciuto per il genere. Racconta poi di aver concesso una nuova possibilità a questa (allora) recente scuola di scrittura per via del successo che essa aveva ottenuto nel corso degli anni e, per essere sicuro di leggere i libri giusti, di aver selezionato alcuni volumi particolarmente apprezzati da quelli che definisce "intenditori".

### Rex Stout
Il primo romanzo analizzato nel saggio è Non abbastanza morta, un romanzo di Rex Stout, che ha per protagonista il detective Nero Wolfe. Wilson si dichiara sorpreso e deluso dalla lettura dei romanzi di Rex Stout, che reputa migliori di quelli di Jacques Futrelle ma pur sempre una pallida imitazione del giallo deduttivo di Doyle. L’unica differenza significativa che riesce trovare consiste nella presentazione dei due detective: Nero Wolfe è grasso e letargico mentre Sherlock è longilineo e attivo; uno conduce i cattivi al suicidio, l’altro li assicura alla giustizia. Il critico individua un lato positivo nella descrizione delle cene e delle serate tranquille che Stout imbandisce per il suo protagonista, ma afferma di essere rimasto deluso dagli ultimi romanzi, Non abbastanza morta e Trappola esplosiva, in cui il protagonista è preso dall’addestramento militare e tralascia il suo lavoro di investigatore. Wilson racconta poi di aver voluto dare un’altra possibilità all’autore, leggendo La scatola rossa e La lega degli uomini spaventati, ma riferisce come anche questi gialli non gli abbiano provocato l’eccitazione che aveva sperato.
Secondo il critico, l’errore di Stout sta nel tentativo, fallito miseramente, di adattare le ambientazioni gotiche di Doyle alla moderna New York. Per Wilson, il funzionamento di questi polizieschi si basa sul celare al lettore alcuni aspetti della vicenda narrata, costruendo una suspense semplicistica che porta a lettore ad aspettare pigramente la rivelazione finale. Per dare un senso all’attesa del lettore, la rivelazione finale dovrebbe però almeno dimostrare l'originalità e creatività dell'autore. Secondo Wilson, i romanzi di Rex Stout non dimostravano queste qualità.

### Agatha Christe
Wilson offre poi un commento ai romanzi di Agatha Christie. Dopo aver definito C'era una volta un’opera sdolcinata e banale, la sua critica si concentra sulla velocità della narrazione di Christie che a suo avviso non darebbe alcuno spazio ad approfondimenti dei personaggi e a caratterizzazioni complesse, lasciando al lettore la magra esperienza di poterli identificare unicamente come soggetti o affidabili o sinistri. Secondo Wilson, l’attenzione dell’autrice si concentra esclusivamente sugli enigmi che guidano la storia, trascurando di costruire degli archi narrativi per i suoi personaggi, che sembrano perciò avere il solo scopo di occupare gli spazi descritti nei romanzi.

### Dashiell Hammett
Wilson approfondisce il genere discutendo Il falco maltese di Dashiell Hammett, di cui trova rivoluzionaria l’atmosfera brutale, dovuta all'esperienza dello scrittore come detective per l'agenzia Pinkerton. Secondo Wilson, tuttavia, all’azzeccata costruzione narrativa si accosta purtroppo la debole abilità di scrittura di Hammett, che il critico paragona spregiativamente a quella dei fumetti pubblicati sui quotidiani.

### Conclusione
Stupito dall'amore che intellettuali come T.S. Eliot e Paul Elmer More provavano per il genere giallo, Wilson si domanda quale fosse il segreto di questa popolarità, alla quale egli stesso sembrava essere immune. Il critico nota come il romanzo poliziesco abbia conosciuto una notevole longevità, rispetto ad altri generi come ad esempio le storie di spionaggio, sopravvivendo per vari decenni e ottenendo un particolare successo negli anni tra le due guerre mondiali. Wilson sostiene che il perdurante successo del genere fosse dovuto soprattutto alla paura e ai sensi di colpa che regnavano in quel periodo; nota, inoltre, un parallelismo tra il male che la gente comune temeva potesse ripetersi dopo la Grande Guerra e il male improvviso ed inatteso al centro delle narrazioni poliziesche, le quali si concludono puntualmente con la rivelazione del colpevole. Questa scoperta è cruciale per il pubblico, poiché rappresenta un momento di sollievo, che mostra come il criminale sia un assassino ben diverso dalle persone comuni e come venga sempre fermato dall'inarrestabile ed onnisciente detective.

## Accoglienza
Il saggio di Wilson ebbe un'accoglienza tutt'altro che positiva. Lo stesso critico sostenne che tra le decine di lettere pervenutegli solo sei furono dalla sua parte. I lettori rimproverarono Wilson di aver scelto le opere o gli scrittori sbagliati, sostenendo che non avrebbe avuto la stessa reazione davanti ad altri maestri del genere. Wilson replicò a queste lamentele con un altro saggio tre mesi dopo: Who Cares Who Killed Roger Ackroyd?, pubblicato sempre su The New Yorker.